# Organizacja Współpracy Gospodarczej i Rozwoju
Organizacja Współpracy Gospodarczej i Rozwoju (ang. Organisation for Economic Co-operation and Development, OECD, fr. Organisation de coopération et de développement economiques, OCDE) – organizacja międzynarodowa o profilu ekonomicznym, skupiająca 38 rozwiniętych i demokratycznych państw, utworzona na mocy Konwencji o organizacji współpracy gospodarczej i rozwoju, podpisanej w Paryżu przez 20 państw 14 grudnia 1960.
Siedzibą OECD jest Château de la Muette w Paryżu. W ramach systemu OECD funkcjonuje Międzynarodowa Agencja Energetyczna.

## HistoriaOECD
OECD zastąpiła Organizację Europejskiej Współpracy Gospodarczej (OEEC), utworzoną 16 kwietnia 1948 dla integrowania odbudowujących się ze zniszczeń wojennych gospodarek państw europejskich, korzystających z pomocy w ramach Planu Marshalla. Początkowo w skład OECD wchodziło 17 państw Europy Zachodniej oraz Stany Zjednoczone, Kanada i Turcja. Według słów prezydenta USA, Johna F. Kennedy’ego, działalność OECD miała wzmocnić ekonomicznie sojuszników USA oraz skonsolidować wspólnotę atlantycką, która stała przed szeregiem wspólnych wyzwań ekonomicznych. Kolejnym celem OECD miała być współpraca na rzecz rozwoju najmniej rozwiniętych państw świata.

## Cele i działaniaOECD
Celem OECD jest wspieranie państw członkowskich w osiągnięciu jak najwyższego poziomu wzrostu gospodarczego i stopy życiowej obywateli. Do dorobku prawnego OECD należą umowy i kodeksy postępowania, np. Liberalizacji Przepływów Kapitałowych i Bieżących Operacji Niewidocznych oraz zalecenia, rezolucje i deklaracje – instrumenty nieformalnego nacisku. Oprócz tego OECD wypracowuje „reguły gry” w międzynarodowych stosunkach gospodarczych, tzn. opracowuje i wprowadza w życie wspólne zasady (wytyczne) i normy działania (standardy) w poszczególnych dziedzinach gospodarki. OECD zajmuje się też pomocą dla najbiedniejszych państw. Wpływ OECD na zachowania państw jest większy niż się powszechnie uważa; nie ogranicza się on do oddziaływania tylko na państwa członkowskie, ale dotyczy łącznie około 100 krajów.
W OECD obowiązuje zasada równości wszystkich członków, niezależnie od ich potencjału gospodarczego czy wkładu do budżetu organizacji. Podstawowym sposobem podejmowania decyzji jest konsensus wypracowany z użyciem charakterystycznej dla OECD metody nacisku równych siebie (peer pressure). Mechanizm ten polega na wzajemnym wywieraniu na siebie presji przez rządy poszczególnych państw, tak aby w trakcie podejmowania suwerennych decyzji w sprawach gospodarczych i społecznych uwzględnione zostały stanowisko i interesy pozostałych członków OECD.

## Struktura organizacyjna
- Organy OECD[1]:
  - Rada – naczelny organ OECD. Tworzą ją szefowie stałych przedstawicielstw państw przy OECD. Raz do roku zbiera się na szczeblu ministrów spraw zagranicznych oraz ministrów finansów. Decyzje przez nią podejmowane zapadają jednomyślnie lub w oparciu o konsensus. Rada przede wszystkim zatwierdza budżet oraz podejmuje zasadnicze decyzje o charakterze merytorycznym.
  - Komitet Wykonawczy – zajmuje się wdrażaniem decyzji podejmowanych przez Radę.
  - Sekretariat – podejmuje działania z zakresu bieżącej obsługi OECD. W jego skład wchodzi 11 dyrektoriatów merytorycznych i 5 administracyjno-technicznych. W Sekretariacie OECD zatrudnionych jest około 2190 osób (stan na koniec marca 2010 roku), z których 23 osoby to Polacy (w tym jedna osoba zatrudniona jako szef wydziału (Head of Division), trzy osoby na stanowisku starszego ekonomisty, 12 osób na stanowisku ekonomisty, jeden statystyk i sześciu asystentów lub sekretarek).
    - Sekretarz Generalny – stoi na czele Sekretariatu; jest funkcjonariuszem międzynarodowym.

  - Komitety Branżowe – wykonują decyzje podejmowane przez Radę. Ich sesje odbywają się kilka razy w roku. Łącznie Komitetów jest ok. 150. System uzupełniają Grupy Robocze.
- Organizacje afiliowane przy OECD[1]:
  - Międzynarodowa Agencja Energetyczna
  - Agencja Energii Nuklearnej
  - Europejska Konferencja Ministrów Transportu
  - Klub Sahelu

### Sekretarze GeneralniOECD
- Thorkil Kristensen(inne języki), Dania (wrzesień 1961 – wrzesień 1969)
- Emile Van Lennep(inne języki), Holandia (październik 1969 – październik 1984)
- Jean-Claude Paye(inne języki), Francja (październik 1984 – maj 1996)
- Donald Johnston, Kanada (czerwiec 1996 – maj 2006)
- José Ángel Gurría, Meksyk (czerwiec 2006 – maj 2021)
- Mathias Cormann, Australia (czerwiec 2021 – nadal)

## CzłonkowieOECD
Państwa członkowskie
     Państwa aspirujące do członkostwa
     Państwa zaangażowane we współpracę
| Państwa założyciele (1961)                                     | Państwa założyciele (1961) |
| -------------------------------------------------------------- | -------------------------- |
| Austria                                                        | Belgia                     |
| Dania                                                          | Francja                    |
| Grecja                                                         | Hiszpania                  |
| Holandia                                                       | Irlandia                   |
| Islandia                                                       | Kanada                     |
| Luksemburg                                                     | Niemcy                     |
| Norwegia                                                       | Portugalia                 |
| Stany Zjednoczone                                              | Szwajcaria                 |
| Szwecja                                                        | Turcja                     |
| Wielka Brytania                                                | Włochy                     |
| Państwa przyjęte do OECD po jej utworzeniu (rok przystąpienia) |                            |
| Japonia (1964)                                                 | Słowacja (2000)            |
| Finlandia (1969)                                               | Chile (2010)               |
| Australia (1971)                                               | Słowenia (2010)            |
| Nowa Zelandia (1973)                                           | Izrael (2010)              |
| Meksyk (1994)                                                  | Estonia (2010)             |
| Czechy (1995)                                                  | Łotwa (2016)               |
| Węgry (1996)                                                   | Litwa (2018)               |
| Polska (1996)                                                  | Kolumbia (2020)            |
| Korea Południowa (1996)                                        | Kostaryka (2021)           |
| Państwa aspirujące do członkostwa w OECD                       |                            |
| Rosja                                                          |                            |

Państwa członkowskie
Państwa aspirujące do członkostwa
Państwa zaangażowane we współpracę

Podczas ministerialnej sesji Rady OECD 16 maja 2007 ministrowie podjęli decyzję w sprawie rozszerzenia OECD. Decyzja przyznaje Sekretarzowi Generalnemu OECD mandat upoważniający do podjęcia rozmów przygotowawczych z pięcioma krajami – Chile, Izraelem, Federacją Rosyjską, Estonią i Słowenią. Podjęto również decyzje o wzmożeniu współpracy z takimi państwami, jak: Brazylia, Chiny, Indie, Indonezja i Południowa Afryka.
Tajwan posiada status obserwatora przy dwóch komitetach OECD, jednak ze względu na swój kontrowersyjny status międzynarodowy nie jest formalnym członkiem organizacji.
Rozmowy akcesyjne z Rosją zostały zawieszone 13 marca 2014 ze względu na kryzys krymski.
25 lutego 2022 Organizacja Współpracy Gospodarczej i Rozwoju (OECD) poinformowała, że rezygnuje z przyjęcia Rosji. OECD solidaryzuje się z narodem ukraińskim — napisano w komunikacie, w którym potępiono z wielką mocą rosyjską agresję na wielką skalę wobec Ukrainy. Decyzja ta została podjęta po rozpoczęciu wojny przez Rosję z Ukrainą.

### Członkostwo Polski
Polska jest pełnoprawnym członkiem OECD od 22 listopada 1996. Pierwszym polskim dyplomatą akredytowanym przy OECD, a zarazem najważniejszym negocjatorem po stronie Polski, był Mieczysław Szostak. Od maja 1997 do października 2001 oraz od grudnia 2005 funkcję ambasadora, stałego przedstawiciela RP przy OECD, pełnił dr Jan Woroniecki. 11 sierpnia 2010 placówkę objął dr Paweł Wojciechowski, 13 września 2014 dr Jakub Wiśniewski, a sierpnia 2016 prof. Aleksander Surdej.
Udział Polski w składce członkowskiej płaconej na rzecz OECD w 2010 roku wynosi 1,201%.
Zobowiązania przyjęte przez Polskę w związku z uzyskaniem członkostwa w OECD, obejmujące m.in. przepływy kapitałowe, bieżące transakcje niewidoczne, bezpośrednie inwestycje zagraniczne czy politykę podatkową i ekologiczną, wywarły pozytywny wpływ na rozwój polskiej gospodarki. Zaakceptowanie dorobku organizacji w tym zakresie oznacza, że w Polsce obowiązują te same prawa i standardy funkcjonowania gospodarki co w państwach wysoko rozwiniętych. W efekcie Polska w wymianie międzynarodowej jest traktowana jako równorzędny partner, co przynosi jej wymierne korzyści ekonomiczne w postaci przychodów z eksportu, wykorzystania zagranicznych czynników produkcji i wydajniejszych metod zarządzania.

## Filatelistyka
- Poczta Polska wyemitowała 16 października 2021 znaczek pocztowy upamiętniający 25 lat obecności Polski w OECD. Znaczek o nominale 3,30 zł zaprojektował Jan Konarzewski. Wydrukowany został techniką rotograwiury na papierze fluorescencyjnym. Nakład wyniósł 140 000 sztuk[12].